# جهش پایه‌گذار
در ژنتیک، جهش پایه‌گذار یا جهش بنیانگذار به جهشی می‌گویند که در دی‌ان‌آ یک یا چند تن از پایه‌گذاران یک جمعیت شناخته‌شده‌ای رخ دهد.
جهش‌های پایه‌گذار با دگرگونی در دی‌ان‌آ پایه‌گذاران جمعیت آغاز می‌شوند و می‌توانند به نسلهای دیگر آن‌ها هم برده شوند.   